# Michel Bulteau
Pour les articles homonymes, voir Bulteau.
 (novembre 2018).
Si vous disposez d'ouvrages ou d'articles de référence ou si vous connaissez des sites web de qualité traitant du thème abordé ici, merci de compléter l'article en donnant les références utiles à sa vérifiabilité et en les liant à la section « Notes et références ».
Michel Bulteau, né le 8 octobre 1949 à Arcueil, est un poète, essayiste et cinéaste expérimental français.

## Biographie
En 1976, Michel Bulteau part pour New York où il se lie avec les écrivains de la Beat Generation, les peintres pop et les musiciens punk. Il reste, selon l'expression de William S. Burroughs, un « explorateur des régions psychiques encore vierges ».
Il a été l'un des premiers écrivains à faire connaître Michel Houellebecq notamment sa poésie à la fin des années 1980.
En 1989, il fonde et dirige la collection « Les Infréquentables » aux éditions du Rocher.
Il est l'auteur d'une soixantaine de livres, recueils de poésie, journaux, essais. Il est aussi le chanteur du groupe Mahogany Brain.
Il apparaît en tant que personnage dans le roman Les Détectives sauvages de Roberto Bolaño.

## Œuvre
Michel Bulteau a vingt et un ans quand 7, Retomba des nuits, son premier recueil, est publié.
En 1971, il publie aux éditions Le Soleil Noir avec Matthieu Messagier, Jean-Jacques Faussot, Jacques Ferry, Patrick Geoffrois, Thierry Lamarre, Zéno Bianu et quelques autres, le Manifeste électrique aux paupières de jupes.
Encouragé dès lors par l'écrivain franco-belge Henri Michaux, il poursuit avec Poème A (Effraction-Laque, 1972), Les Cristaux de folie suivi de Watcris88mots (1973) et Sang de satin (1973), Ester-Mouth, Slit, Hypodermique et L'Angle lit (1974), Coquillage rétroviseur (1975).
François Di Dio et Alain Jouffroy ainsi qu'une nouvelle génération de poètes considèrent sa poésie, comme le fer de lance d'une nouvelle écriture, d'un langage nouveau, celui du grand « livre par quoi tout commence » et redevient possible.[réf. nécessaire]

## Prix et distinctions
De l'Académie française
- 1983 : prix Broquette-Gonin (littérature) pour Mythologie des filles des eaux
- 1985 : prix Heredia pour Khôl
- 1986 : prix Georges Dupau pour Divers travaux et animations littéraires
- 2007 : prix François Coppée pour Hoola Hoops

## Ouvrages
- 7, Retomba des nuits (textes), Aglis Press, 1970
- Manifeste Électrique Aux Paupières de Jupes, Le Soleil Noir, 1971
- Poème A Effraction-Laque, J.-J. Pauvert, 1972
- Parvis à l’écho des cils (collectif), J.-J. Pauvert, 1972
- Sang de satin, illustrations de Jacques Hérold, Première personne, 1972
- Les cristaux de folie suivi de Watcris88mots, Electric Press, 1973
- Poudrier de dent (collectif), J.-J. Faussot éd., 1973
- Ether-Mouth, Slit, Hypodermique, Seghers, 1974
- Venins (collectif), J.-J. Faussot, 1974
- On My Lap (collectif), Electric Press, 1975
- Des siècles de folie dans les calèches étroites, Belfond, 1976
- Le Maître des abysses, La Lampe Voilée, 1977
- Euridyce d’Esprits, Bourgois, 1979
- La Pyramide de la Vierge, Bourgois, 1979
- Îles serrées, Belfond, 1980
- Enfant Dandy Poème, Bordas et fils, 1980
- L'Aiguille de diamant de l’anéantissement, Le Soleil Noir, 1980
- Discours de la beauté et du cœur, Bordas et fils, 1981
- Le Martyre de M. de Palmyre, Éditions du Fourneau, 1982
- Mythologie des filles des eaux, Ed. du Rocher, 1982, 1997
- Khôl, A l'Europe galante, 1984
- Anchise et Anadyre, Le Temps qu'il fait, 1984
- James Dean, Presses de la Cité, 1985
- Paul-Jean Toulet l'enchanteur désenchanté, Ed. J & D, 1987
- Le club des longues moustaches, Quai Voltaire, 1988
- Flowers (d'après Warhol), La Différence, 1989
- Minuties, La Différence, 1989
- Masques et modèles, La Différence, 1989
- Baron Corvo, l'exilé de Venise, Ed. du Rocher, 1990
- Insinuations perfides, Éditions du Scalaire, 1990
- Mort d'un rebelle, Ed. du Rocher, 1991
- Poème 1966-1974, La Différence, 1993
- La vie des autres (instantanés), La Différence, 1995
- Poet's Life 1, Electric Press, 1995
- Les analogies de la mort, Electric Press, 1995
- Le Yémen, Ed. ACR, 1995
- Le monde d'en face (nouvelles), Ed. du Rocher, 1996
- Lanky, derrière la salle de bain, 1996
- XVIII Poèmes (avec Matthieu Messagier), Luvah, Electric Press, 1996
- Post-Peinture et Pré-Musique, Electric Press, 1997
- Aérer le présent (avec Jean-Jacques Fauffot), Paroles d’Aube, 1998
- Prose and Spoon, Electric Press, 1999
- Chérubins (nouvelles), La Revue Commune, 1999
- À New York au milieu des spectres, La Différence, 2000
- Breast pocket notes sur Roy Lichtenstein, L'Échoppe, 2000
- Poet's life III, avec Touhami Ennadre, Les amis du Club, 2000
- Sérénité moyenne (poèmes 1990-1996), Gallimard, 2000
- L'effrayeur (roman), Gallimard, 2000
- La Reine du Pop, La Différence, 2001
- Les zéros absolus (nouvelles), Ed. du Rocher, 2001
- Proses bien déprosées (avec Matthieu Messagier), Electric Press, 2001
- Un héros de New York, La Différence, 2003
- Solitude de l'œil, avec six photographies originales de Daidō Moriyama, Toluca, 2006
- No One, avec six photographies originales de Yutaka Takanashi, Toluca Editions, 2007
- Allen Ginsberg, le chant de l’Amérique, La Différence, 2007
- Hoola Hoops, poèmes 1996-2004, La Différence, 2007
- Les Hypnotiseurs, La Différence, 2008
- New York est une fête, La Différence, 2008
- Tin Ashes, avec six photographies originales de Nobuyoshi Araki, Toluca Editions, 2008
- Andy Warhol, le désir d’être peintre, La Différence, 2009
- Apollon jeté à terre, La Différence, 2010
- Nirvana Provisoire, sérigraphie de Jacques Monory, Éditions EPK, 2010
- La Vie à Ninive, avec Matthieu Messagier et Dado, Éditions énigmatiques, 2011
- West 14th Street 7th Avenue + Lunar Toxic, postface d'Allen Ginsberg, Caedere, 2013
- Ripostes, avec Saul Williams et Krzysztof Styczynski, musique Serge Teyssot-Gay, Éditions Caedere  (ISBN 2-914192-26-6), 2016
- Les morts ne reviennent pas, carnets 2012-2015, Éditions du Canoë, 2019
- M.G. Monk Gangster, Maelstrom, 2023

## Filmographie
- Le Destin d'un tueur. Deux versions, noir et blanc, muet, 8 mm, 3 min /couleur, 9 min, 1963.
- Dernier Rôle. Couleur, sonore, 16 mm, 4 min, 1967.
- Une voyelle B. Noir et blanc, muet, 8 mm, 15 min. Réalisé en collaboration avec Matthieu Messagier, 1968.
- La Direction de l'odeur. Noir et blanc, muet, 8 mm, 11 min. Un film de Matthieu Messagier. Caméra : Michel Bulteau avec Jean-Pierre Cretin, Michel Bulteau, Jean-Jacques Faussot et Matthieu Messagier, 1968.
- Main Line[4],[5],[6]. Noir et blanc, 16 mm, 12 min. Caméra : Michel Bulteau et Patrick Geoffrois. Musique : Mahogany Brain. Interprètes : Adeline, Patrick Geoffrois, Mine et Michel Bulteau, 1971.
- Asnaviràm. Couleur, 16 mm, 23 min. Musique : A.C. Bhaktivedanta Swami Prabhupada. Inspiration : Patrick Geoffrois, 1974.
- Un naufrage s'offrait. Couleur, 16 mm, 8 min. Musique : Matt Lucas, Little Tony and his Brothers, Chris Montez. Interprète : Adeline. 1974-1975.
- Impératrice. Couleur, 16 mm, 4 min 30 s. Musique : Claudia Muzio. Interprète : Adeline. 1974-1976.
- On the Radio, on the screen. Noir et blanc, sonore, 16 mm, 8 min. Interprète : Michel Bulteau. 1976.
- La Lisière de la miséricorde. Noir et blanc, muet, 16 mm, 32 min. Interprète : Adeline et l’ombre astrale de Michel Bulteau. 1976.
- Astérie. Noir et blanc, muet, 16 mm, 12 min. Caméra : Philippe Puicouyoul, 1979.
- Yémen, le temps du sacré. Couleur, sonore, 16 mm, 52 min. Un film de Layth Abdulamir, scénario et texte de Michel Bulteau. 1994.
- FiLm. 51 plans-collages sur papier dont deux phrases : « Le prince du haschisch copiait Byron et Brummel » et « à Votre Service, toujours SATAN ». 1995.
- M.B. né à Arcueil. Couleur, sonore, vidéo, 9 min. Caméra : Pascal Auger. 1996.
- Leila's Papers. Noir et blanc et couleur, sonore, 16 mm, 13 min. Avec Natasha Fuentes et Nick Name. 1996-1998.
- Moving Back In Times. 46 plans-collages sur papier. Interprète : Virginie Petracco. 1999.
- Voyez rouge, voyez bleu. Couleur, sonore, vidéo, 7 min 10 s. Production : SometimeStudio & Ramuntcho Matta, 2014.

## Discographie
- With (Junk-Saucepan) When (Spoon-Trigger), avec Mahogany Brain, LP, Futura Records, 1971. Réédition CD, Mellow Records, 2001. Réédition vinyl LP, Souffle Continu Records, 2014
- Smooth Sick Lights, avec Mahogany Brain, LP, Pole Records, 1976. Réédition CD, Spalax Music, 1997
- Spleens, avec Elliott Murphy. Maxi 45T, Mix It/New Rose, 1989
- Archidoxe, CD, Ed. Paroles d’Aube, 1994
- Dans un monde sonore, CD, Radio France, 1997
- Rinçures, CD, Fractal Records, 1999
- Hero Poet, avec Elliott Murphy, LP, SSW, 2004
- En sortir ?, avec Krzysztof Styczynski, musique Mary X, CD, Caedere, 2008
- Mahogany Brain, de Joseph ghosn, livre/CD, éditions Caedere, 2011
- Mexico City Blues (chorus 2nd, 46th, 66th, 228th), avec Serge Teyssot-Gay, LP, Éditions énigmatiques, 2013
- Ripostes, 2016, avec Saul Williams et Krzysztof Styczynski, musique Serge Teyssot-Gay, Éditions Caedere  (ISBN 2-914192-26-6)